# Djidian
Djidian è un comune rurale del Mali facente parte del circondario di Kita, nella regione di Kayes.
Il comune è composto da 14 nuclei abitati:
- Batimakana
- Djidian
- Doukourakoroba
- Doukourakoroni
- Doumbadjila
- Founticouroula
- Kabé
- Konintonoma-Djemakana
- Konintoloma-Namala
- Konintonoma-Namorila
- Samatan
- Sandiambougou
- Tofassadaga
- Torokonina